# 芝宮根町
芝宮根町（しばみやねちょう）は、埼玉県川口市の町名。現行行政地名は芝宮根町のみ。丁番を持たない単独町名である。住居表示実施地区。郵便番号は333-0867。郵便番号は333-0869。

## 地理
川口市の北西部に位置する。京浜東北線蕨駅が最寄り駅となっている。東京外環自動車道川口西インターチェンジが近い。区画整理事業が完了し、主に住宅地となっている。

## 歴史

### 沿革
- 2007年（平成19年）12月1日 - 第20次住居表示整備事業として芝東第5土地区画整理事業地区内の大字伊刈と大字芝の各一部から芝宮根町1〜20番地が成立。

## 世帯数と人口
2018年（平成30年）3月1日現在の世帯数と人口は以下の通りである。
| 町丁     | 世帯数  | 人口    |
| -------- | ------- | ------- |
| 芝宮根町 | 530世帯 | 1,153人 |

## 小・中学校の学区
市立小・中学校に通う場合、学区（校区）は以下の通りとなる。
| 番地 | 小学校               | 中学校             |
| ---- | -------------------- | ------------------ |
| 全域 | 川口市立芝中央小学校 | 川口市立芝東中学校 |

## 施設
- 芝高木保育園
- JAさいたま芝支店